# Ignace (évêque orthodoxe)
Pour les articles homonymes, voir Ignace.
L'évêque Ignace (Игнатий), dans le monde Dimitri Alexandrovitch Briantchaninov (Димитрий Александрович Брянчанинов), né le 5 (17) février 1807 à Pokrovskoïé près de Vologda et mort au monastère Nikolo-Babaïevski dans l'ouïezd de Kostroma, est un ecclésiastique de l'Église orthodoxe russe qui fut évêque de Stavropol et auteur de nombreux ouvrages spirituels. Il a été canonisé en 1988.

## Biographie

### Jusqu'en 1856

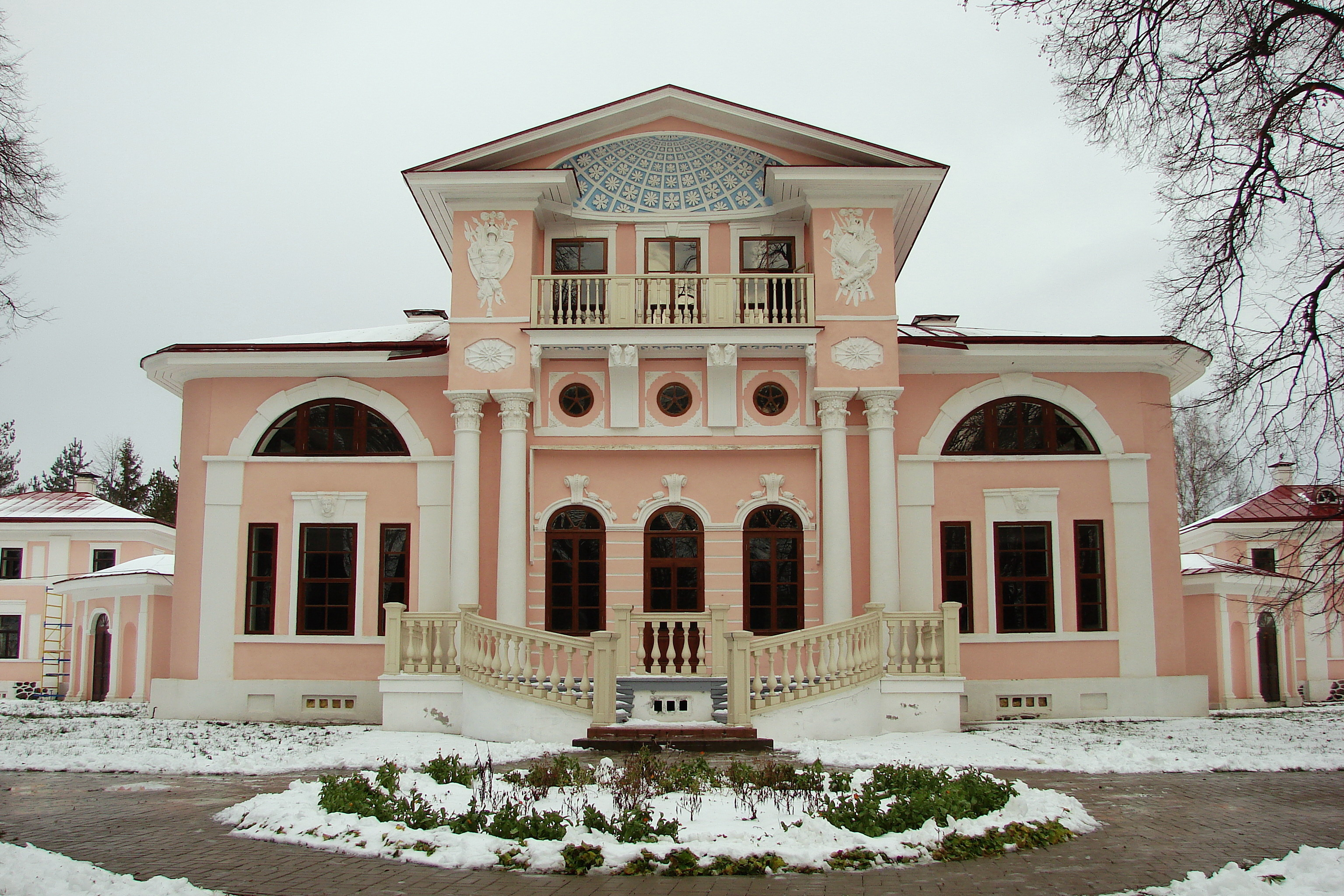
Manoir familial de Pokrovskoïé.

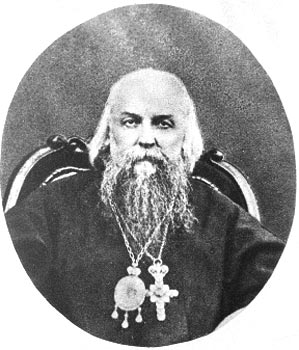
Ignace (Briantchaninov).

Il naît en 1807 au domaine de Pokrovskoïé dans une famille fortunée de la noblesse terrienne ancienne. Son père est Alexandre Semionovitch Briantchaninov et sa mère Sofia Afanassieva. Il est l'aîné de huit enfants. Au début de l'année 1823, il étudie à l'académie du génie de Saint-Pétersbourg dont il est diplômé en décembre 1826. Il fréquente aussi la laure Saint-Alexandre-Nevski et est influencé par le hiéromoine Léonide, futur starets au monastère d'Optina. Le jeune lieutenant est envoyé à Dünaburg. Mais il tombe malade et quitte l'armée d'active le 6 novembre 1827. Dimitri Briantchaninov entre à vingt ans comme novice au monastère Saint-Alexandre-de-Svir, toujours sous la direction spirituelle du Père Léonide, mais au bout d'un an ce dernier le transfère au monastère de Plochtchanka, près de Briansk, puis le jeune novice se rend brièvement au monastère d'Optina et à celui de Sven. Il passe une partie de l'hiver 1830-1831 au domaine familial de Pokrovskoïé. Ensuite, il se rend à Kirillov Novoïesserski, Vologda, Semigorod (c'est dans ce monastère qu'il écrit La Complainte du moine), Glouchitski. Il entre alors en contact avec le renouveau hésychastique, provenant de Païssi Welitschkowski. Finalement, il entre au monastère de Vologda le 28 juin 1831 prenant le nom d'Ignace. Son saint patron est Ignace d'Antioche. Le 20 juillet 1831, il est ordonné hiéromoine et nommé supérieur du monastère Saint-Grégoire-Lopotov. Le 28 mai 1833, il est nommé higoumène. Le 1er janvier 1834, il est nommé archimandrite du monastère de la Trinité-Saint-Serge à Strelna près de Saint-Pétersbourg qu'il fait reconstruire. C'est à cette époque qu'il écrit son essai ascétique publié sous le titre d' Expériences ascétiques. En 1839, il est transféré au monastère Saint-Antoine-Dymski près de Tikhvine. En 1847, souffrant de rhumatismes, il passe onze mois de repos au monastère Nikolo-Babaïevski. Ensuite il retourne à la Trinité-Saint-Serge de Strelna. C'est à partir de 1847 que paraissent ses écrits dans la revue Bibliothèque pour la lecture.

### Stavropol et Bolchie Soli
Le 27 octobre 1857, Ignace est consacré évêque de Stavropol. Mais certains évêques ne le reconnaissent pas à cause de sa formation d'ingénieur militaire et d'une formation théologique différente. Beaucoup de ses sermons et une introduction à la vie monastique ont été écrits ici. Le 6 août 1861, Ignace se retire pour des raisons de santé. Il s'installe au monastère Nikolo-Babaïevski dans l'éparchie de Kostroma. Il y écrit un traité sur la mort. Il meurt le 30 avril  1867.
Le futur évêque Ignace (Sadkovski) (canonisé en 2002) lui a consacré sa thèse en 1911 sous l'intitulé Ignace (Briantchaninov) et sa vision ascétique du monde.

## Canonisation
Ignace est inscrit à la liste des saints de l'Église orthodoxe russe en 1988. Sa mémoire est célébrée le 30 avril (13 mai). C'est grâce à lui qu'il y a eu un renouveau monastique en Russie.
Ses reliques sont translatées au monastère de Tolga.

## Écrits
- Asketitcheskaïa propoved. Saint-Pétersbourg, 1867.
- Asketitcheskie opyty, 2 vol. Saint-Pétersbourg, 1865.
- Isbrannya isretchenia sviatykh inokov i povesti iz schisni ikh (Otetchnik), Saint-Pétersbourg, 1870.
- Pisma k raznym litsam, 2 vol., Serguiev Possad, 1913.1917.
- Polnoïe sobranie tw0vorenii sviatitelia Ignatia Briantchaninova, éd. de A.N. Strichev, 8 vol., Moscou, 2001-2007.
- Prinochenie sovremennomou monachestvou, Saint-Pétersbourg, 1867.
- Slovo o tcheloveke, Moscou, 1995.
- Slovo o smerti, Saint-Pétersbourg, 1862.
- Sotchinenia episkopa Ignatia Briantchaninova, 5 vol., 2e éd, Saint-Pétersbourg, 1886.
- Tvorenia, éd. par O. Golossov, 6 vol., Moscou, 2001 sq.
- Tvorenia sviatitelia Ignatia Briantchaninova, 7 vol., Moscou, 1993.
- (en) trad. On the Prayer of Jesus, traduction de Lazarus (Moore), 3e éd., Liberty, 1995.
- (en) trad. The Arena. An Offering to Contemporary Monasticism, traduction de Lazarus (Moore), 4e éd., Jordanville, États-Unis, 1997.
- (fr) trad. Approches de la prière de Jésus, traduction du hiéromoine Syméon, Abbaye de Bellefontaine, 1983.
- (fr) trad. Les miettes du festin. Introduction à la tradition ascétique de l’Église d’Orient, traduction du hiéromoine Syméon, Sisteron, 1978.
- (it) trad. Preghiera e lotta spirituale. Turin, 1991.
- Approches de la prière de Jésus, Editions de Bellefontaine, 1997, 235 p. (ISBN 978-2-8558-9035-7).
- Ignace Briantchaninov et Anne Davidenkoff (Traduction), Méditations spirituelles, Editions des Syrtes, 2022, 248 p. (ISBN 978-2-9407-0129-2).